# Video8
Video8 foi um formato de vídeo criado pela empresa japonesa Sony, sendo que foi lançado no ano de 1985 para competir no mercado de filmadoras com o formato criado pela JVC, o VHS-C.

## História do formato

Logotipo das fitas 8mm.

Com o fracasso do Betamax contra o Video Home System (VHS) da japonesa JVC, a Sony notou que estava perdendo terreno no ambiente caseiro de vídeo, não só em vídeo cassetes, mas também no mundo de filmadoras amadoras (de uso pelo público em geral). No ambiente profissional, o Betacam (formato baseado no Betamax para o estúdios de TV, de maior qualidade de vídeo e durabilidade, sendo este muito mais caro) dominava amplamente, pois o VHS simplesmente não tinha qualidade suficiente para ser transmitido ou utilizado no ar. Neste ponto, a Sony não tinha nenhum problema, mas estava em grandes problemas de conseguir cativar o público a comprar equipamentos Betamax (em especial o preço maior pelo vídeo cassete e fitas, tendo estas um tempo menor de duração do que as fitas VHS). 

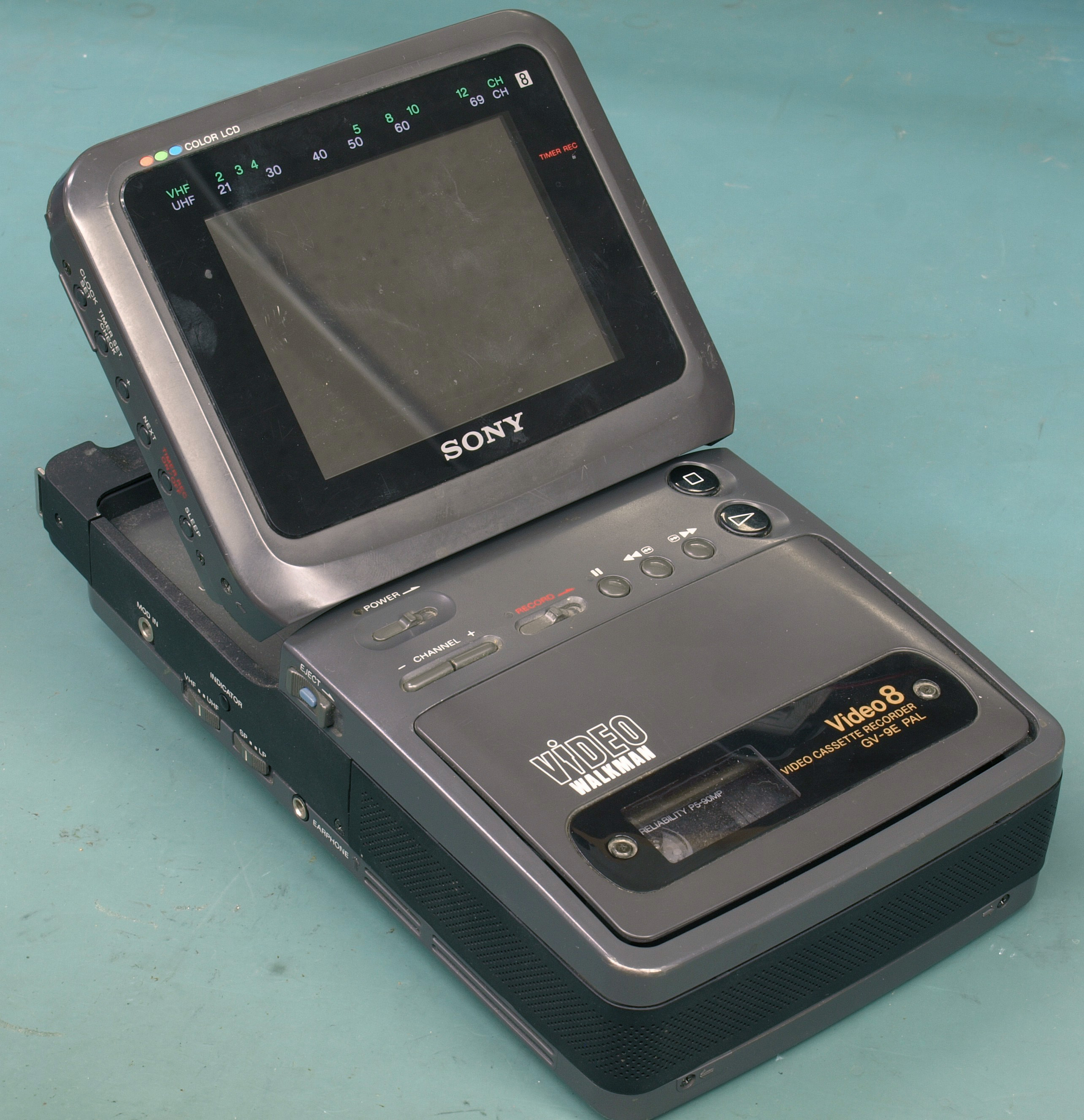
Video Walkman de 1989 reproduzia fitas Video8.

Com a JVC lançando em 1982 uma versão reduzida do seu já dominante VHS, sendo este o VHS-C (que era exatamente a mesma fita utilizada no formato original, apenas em uma embalagem bem menor e com tempo médio de 30 minutos de gravação), acabou permitindo a criação de uma filmadora bem menor do que a existentes, que normalmente precisavam ser apoiadas no ombro, assim como as profissionais, e com isto, a Sony percebeu que ao invés de continuar a investir num formato que não conseguia ter sucesso, e que seria complicado fazer o mesmo que a JVC fez com o VHS, no caso reduzir o tamanho da fita, seria mais fácil lançar um formato novo e muito superior ao existentes, pelo menos na tecnologia da época. Sendo assim, a Sony lança em 1985 um formato que conseguia produzir imagens com resolução maior do que o VHS e pouco superior ao Betamax, mas numa fita muito menor do que as existentes.

## Vantagens do formato

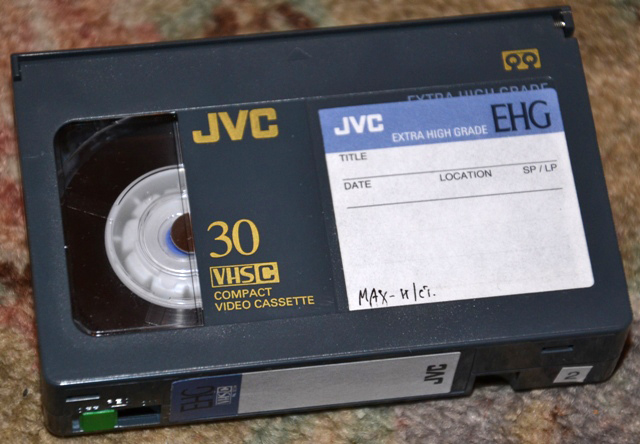
Fita VHS-C, que teve grande sucesso, assim como o Video8.

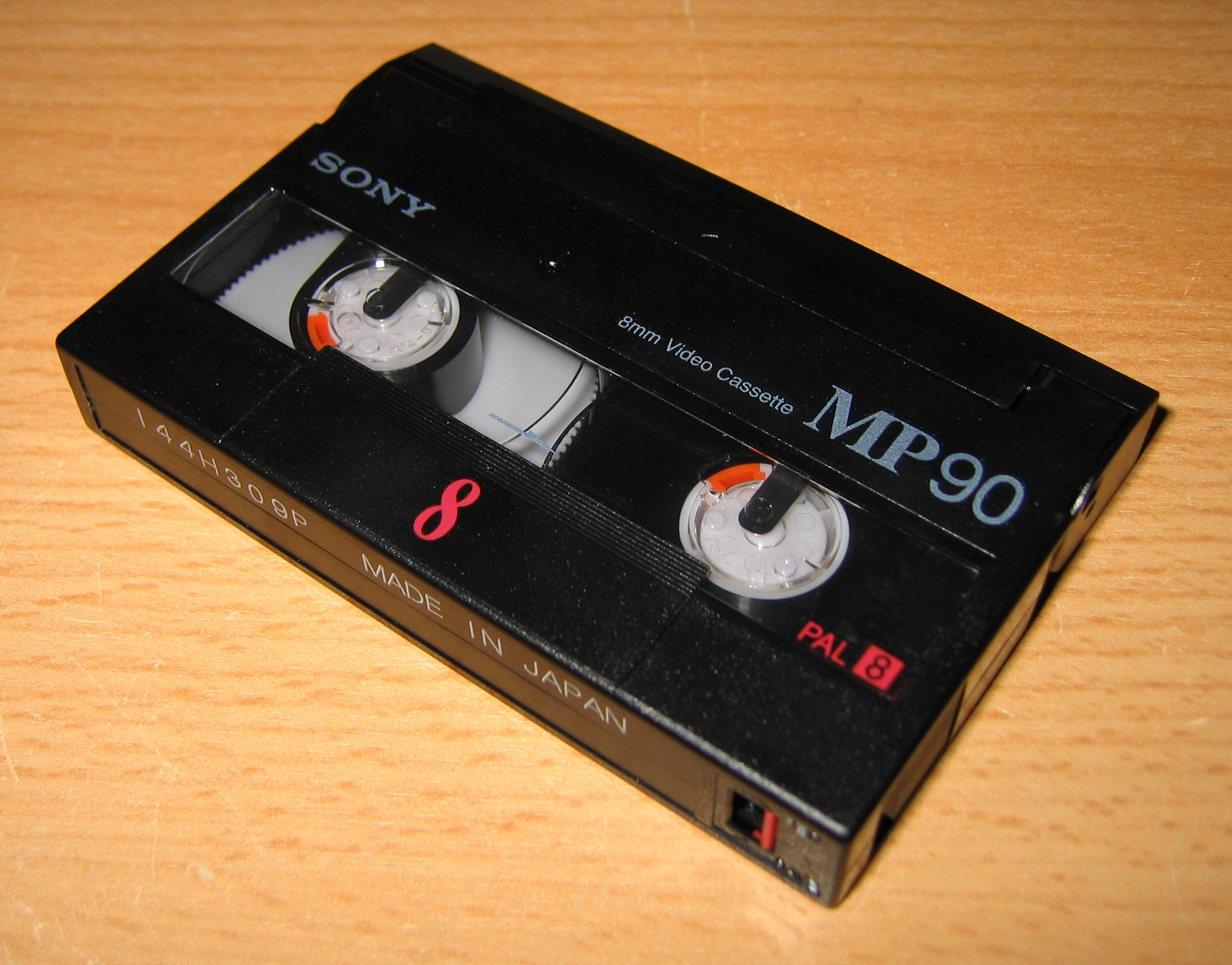
Uma fita de 8mm.

Neste novo formato, a Sony introduziu muitas melhorias que normalmente incomodavam bastante os usuários do VHS, em especial, o tracking (é o ajuste entre a velocidade da fita e a leitura do cabeçote em relação as faixas de dados magnéticos gravados, que necessitam ser precisas), que deixou de existir nos formatos baseados nas fitas de 8mm, já que estes se ajustavam de maneira automática e não necessitam de ajuste manual. A resolução também foi melhorada, trazendo aproximadamente 260 linhas de resolução vertical, enquanto o VHS trazia 240 linhas verticais e o Betamax 250. Na questão de áudio, o Video8 conseguia se sobressair e muito quando comparado ao Betamax e VHS, pois usava a modulação AFM, que permitia a gravação do áudio em conjunto ao vídeo, ou seja, numa gravação helicoidal, enquanto os outros dois gravavam o áudio de maneira linear, assim como o Compact Cassette (fita de música), entretanto, quando o método de gravação de áudio Hi-Fi chegou a ambos formatos, a disparidade ficou menor (porém, nas filmadoras a gravação de áudio Hi-Fi só existiu em modelos semi e profissionais de VHS e Betamax, excluindo o Betacam neste caso).
O tamanho da fita também o fazia um grande atrativo para aqueles que queriam fazer gravações, pois além de serem menores do que fitas VHS-C, permitiam muito mais tempo de gravação (as fitas mais comuns de VHS-C costumam ter 30 minutos de gravação, enquanto as de Video8 e Hi8, são 120 minutos) e em uma qualidade superior.

## Novo formato lançado

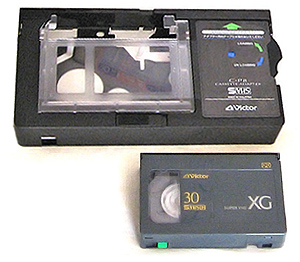
Fita S-VHS-C, que podia ser usado em um VCR Super VHS.

Logotipo do Hi8.

Em 1987 a JVC lançou o Super VHS, que trazia consigo um grande avanço no quesito de resolução, de 240 linhas verticais para pouco mais de 400 linhas, uma diferença bem notável. E acompanhando o lançamento deste novo formato, a JVC lança junto as fitas S-VHS-C, que eram novamente, apenas uma embalagem menor para a mesma fita Super VHS. Este formato não teve muito sucesso no mercado, mas viu certa popularidade no mercado de filmadoras caseiras e equipamentos profissionais. Com isso a Sony lança em 1988 o VideoHi8 (abreviação de Video High Band 8), mais conhecido apenas por Hi8. O grande atrativo deste novo formato era a resolução de 400 linhas, assim como o S-VHS-C, entretanto, com mais um atrativo, poderia utilizar as mesmas fitas Video8, permitindo assim utilizá-las nas novas filmadoras deste formato (enquanto as filmadoras S-VHS-C requeriam uma fita desta, as filmadoras Hi8 permitiam utilizar fitas Video8, que eram mais baratas, entretanto gravavam no formato antigo, e requeriam fitas Hi8 para gravar no novo formato). Ambos Video8 e Hi8 viram grande sucesso no mercado de filmagem caseira, sendo o Hi8 até utilizado por jornalistas que faziam reportagens em campo, pois a resolução era satisfatória para ser utilizada em transmissões.

## Fim de um sucesso
A Sony começou a cessar a produção de filmadoras Video8 próximo do fim dos anos 1990, e não teve problemas com isto pois as filmadoras Hi8 e as novas Digital8 (não todas, apenas as mais completas), que foram lançadas em 1998, reproduziam fitas gravadas em Video8 sem nenhuma falha, permitindo então ao usuário atualizar suas filmadoras sem perder as gravações de fitas antigas.